# Jenny Frost

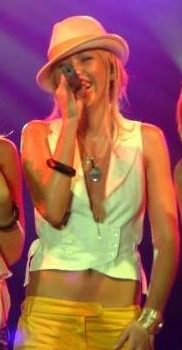
Jenny Frost während eines Atomic-Kitten-Auftritts in Krakau (2005)

Jennifer „Jenny“ Frost (* 22. Februar 1978 in Wallasey, Merseyside) ist eine britische Pop-Sängerin, Tänzerin, Fernsehmoderatorin und Model. Sie war von 1998 bis 2000 Mitglied der britischen Pop-Girlgroup Precious, bevor sie Kerry Katona von 2001 bis zu deren Trennung 2004 in der ebenso britischen Pop-Girlgroup Atomic Kitten ersetzte und in den Jahren 2005, 2006 und 2008 mit der Band für einmalige Auftritte zurückkehrte.

## Biografie
Jenny Frost wuchs in Manchester auf. Schon in der Kindheit begeisterte sie sich für Musik. Im Alter von neun Jahren begleitete sie ihren Vater auf ein Konzert der britischen Band Level 42. Außerdem interessierte sie sich für Sport, Tanzen und das Modeln. Nach dem Besuch der St Monica’s High School in Prestwich besuchte, arbeitete sie für BBC Television – ein Spartenprogramm der BBC – und reiste rund um die Welt.

### Precious
Frost startete 1998 ihre Musikkarriere in der britischen Girlgroup Precious, die 1999 mit dem Song Say It Again am britischen Vorentscheid zum Eurovision Song Contest in Jerusalem teilnahmen und diesen gewannen. Obwohl Say It Again in den britischen Charts ein Top-Ten-Hit wurde, floppte er beim Eurovision Song Contest, und so erreichten Precious mit 38 Punkten nur den zwölften Platz. Ihre weiteren Veröffentlichungen erzielten nur bescheidene Erfolge, was schließlich ausschlaggebend für die Auflösung der Band im Jahre 2000 war.

### Atomic Kitten
2001 ersetzte Frost – die wegen ihrer Schwangerschaft zurückgetretene – Kerry Katona in der Girlgroup Atomic Kitten. Nach der Veröffentlichung des dritten Albums entschlossen sich Natasha Hamilton, Liz McClarnon und Frost 2004 für eine Auszeit. 2005, 2006 und 2008 kam es zu kurzen Wiedervereinigungen bezüglich der Veröffentlichung von Benefiz-Songs. Anfang 2012 wurden Pläne zu einer Reunion angekündigt, die jedoch wegen der Differenzen zwischen Frost und Katona später wieder verworfen wurden. Schließlich kam es dennoch zur Reunion, als Atomic Kitten in der Anfang 2013 vom britischen Sender ITV2 ausgestrahlten Dokumentation The Big Reunion teilnahm. Die Besetzung brachte jedoch eine Änderung hervor; so war Katona statt Frost mit von der Partie. Am 28. März 2013 gab Hamilton bekannt, dass Frost jederzeit für ein Comeback willkommen wäre.  Im Rahmen der Fußball-Europameisterschaft 2021 gab Frost bei der Neuinterpretation ihres Hits Whole Again umgewandelt in Southgate You’re the One (Football’s Coming Home Again) ein Mini-Comeback.

### Solokarriere
Im Spätsommer 2005 veröffentlichte Frost  zusammen mit Route 1  ihre Debüt-Solo-Single Crash Landing, die auf Platz 47 der britischen Singlecharts landete. 2009 gab sie bekannt, sich im Musikgeschäft nicht länger als Solokünstlerin, sondern nur als Atomic-Kitten-Mitglied aktiv beteiligen zu wollen.

### Sonstige Tätigkeiten
2005 nahm Frost an der fünften Staffel von I’m a Celebrity … Get Me Out of Here!, dem britischen Pendant zu Ich bin ein Star – Holt mich hier raus! teil. 2004 wurde sie von der Modelagentur Premier Model Management unter Vertrag genommen. 2008 modelte sie für den Unterwäschebereich des Playboys.

### Privates
Frost verlobte sich 2002 mit ihrem langjährigen Freund,  DJ Dominic Thrupp. Der gemeinsame Sohn wurde 2007 geboren. Die für 2010 geplante Hochzeit des Paares wurde aufgrund des Todes von Frosts Mutter abgesagt. Im August 2010 wurde die Trennung des Paares bekanntgegeben.
Im August 2011 heiratete Frost auf Ibiza den spanischen Tauchschul-Besitzer Vicente Juan Spiteri. Im Januar 2013 brachte sie Zwillingstöchter zur Welt.

## Diskografie (Auswahl)

### Solo
- Crash Landing. Route One ft. Jenny Frost. Single (All Around The World; 2005)